# Blanský les
Blanský les je geomorfologický okrsek ve východní části Prachatické hornatiny.
Jedná se o plochou kernou hornatinu s oblými vrcholy. Podle staršího geomorfologického členění Česka Blanský les podkovovitě obklopoval hlubokou tektonickou Křemžskou kotlinu.
Podle novějšího členění se Blanský les chápe v užším smyslu jen jako jižní část této podkovy a severní část je vyčleněna jako samostatný okrsek Buglatská vrchovina.

## Významné vrcholy
- Kleť 1087 m
- Bulový 953 m